# Ehrengard - L'arte della seduzione
Ehrengard - L'arte della seduzione (Ehrengard: The Art of Seduction) è un film del 2023 diretto da Bille August, tratto dal romanzo omonimo di Karen Blixen.

## Trama
Un esperto dell'amore viene incaricato dalla granduchessa di insegnare a suo figlio l'arte della seduzione mentre lui stesso si troverà coinvolto in una relazione e in uno scandalo.

## Distribuzione
Il film è stato distribuito sulla piattaforma Netflix a partire dal 14 settembre 2023.